# Huldreich Sulzberger

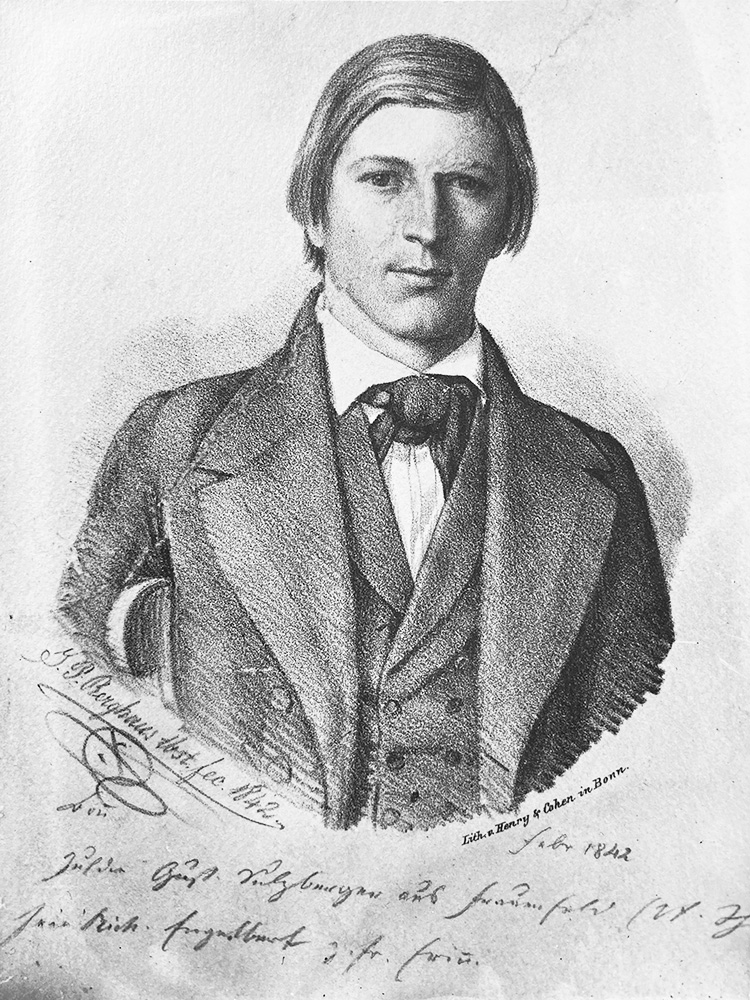
Huldreich Gustav Sulzberger als Wingolfit

Huldreich Gustav Sulzberger (* 3. Januar 1819 in Gachnang im Thurgau; † 7. Oktober 1888 in Felben TG, heute Gemeinde Felben-Wellhausen) war ein Schweizer reformierter Pfarrer und Historiker. 

## Leben und Werk
Huldreich Sulzbergers Eltern waren Johann Ludwig Sulzberger (1778–1830), Pfarrer von Gachnang, und Elisabetha Merkle von Ermatingen; der liberale Regierungsrat Johann Ludwig Sulzberger war sein älterer Bruder. Nach dem Besuch der Lateinschule in Frauenfeld und des Gymnasiums in Zürich studierte er Theologie in Zürich und Bonn. Von 1843 an war er Vikar in Frauenfeld, Dießenhofen und Matzingen. 1845 wurde er zum Pfarrer der Gemeinde Sitterdorf gewählt; es folgten Anstellungen als Pfarrer in Sevelen SG von 1866 bis 1882 und in Felben von 1882 bis zu seinem Tode 1888. 
In seiner Zeit in Sitterdorf entwickelte Sulzberger ein historisches Interesse, gefördert durch den bedeutenden Thurgauer Historiker Johann Adam Pupikofer, der damals Dekan im benachbarten Bischofszell war. Zur zweiten Ausgabe von Pupikofers Geschichte des Thurgaus (Geschichte der Landgrafschaft Thurgau vom Uebergang an die Eidgenossen bis zur Befreiung im Jahre 1798. Frauenfeld 1889) steuerte Sulzberger einen ergänzenden Teil (Geschichte des Thurgaus von 1798–1830) bei. 1859 war er Mitgründer des thurgauischen historischen Vereins. Sein hauptsächliches Arbeitsgebiet war die Kirchengeschichte. Pionierarbeit leistete er bei der Erforschung der Reformation und der Gegenreformation im Thurgau. Seiner Darstellung wurde hohe Anerkennung zuteil, weil er sie, wiewohl vom Standpunkt eines reformierten Geistlichen, ohne konfessionelle Polemik schrieb. 
Sulzberger war mit Maria Susanna Altwegg aus Happerswil verheiratet. Er hinterließ drei Kinder und eine Reihe unveröffentlichter Manuskripte.

## Schriften (Auswahl)
- Geschichte der vor- und nachreformatorischen thurgauischen Kapitel. In: Thurgauische Beiträge zur vaterländischen Geschichte. Band 26, 1886, S. 43–86 (Digitalisat).
- Die thurgauischen Synoden seit der Reformation. In: Thurgauische Beiträge zur vaterländischen Geschichte. Band 26, 1886, S. 86–114 (Digitalisat).
- J. C. Mörikofers Erlebnisse. In: Thurgauische Beiträge zur vaterländischen Geschichte. Band 25, 1885, S. 1–156 (Digitalisat).
- Ergänzung zu den thurgauischen Glockeninschriften im 12. Hefte der thurgauischen Beiträge für vaterländische Geschichte. In: Thurgauische Beiträge zur vaterländischen Geschichte. Band 24, 1884, S. 42–67 (Digitalisat).
- Ein Beitrag zur Geschichte des thurgauischen Schulwesens von den ältesten Zeiten bis zur Entstehung des Kantons Thurgau 1803. In: Thurgauische Beiträge zur vaterländischen Geschichte. Band 22, 1882, S. 10–67 (Digitalisat).
- Beiträge zur thurgauischen Landes- und Kirchengeschichte aus der Reformationszeit. In: Thurgauische Beiträge zur vaterländischen Geschichte. Band 19, 1879, S. 7–100 (Digitalisat).
- Mandat zum Besuche der ersten Synode von 1529 und Protokoll der zweiten thurgauischen Synode im Jahre 1530. In: Thurgauische Beiträge zur vaterländischen Geschichte. Band 18, 1878, S. 42–64 (Digitalisat).
- Verhandlungen der Synode zu Frauenfeld. Einberufen auf den 13. Christmonat 1529. In: Thurgauische Beiträge zur vaterländischen Geschichte. Band 17, 1877, S. 40–54 (Digitalisat).
- Geschichte der Gegenreformation der Landgrafschaft Thurgau. II. Theil: Vom 17. bis 19. Jahrhundert. In: Thurgauische Beiträge zur vaterländischen Geschichte. Band 15, 1875, S. 35–218 (Digitalisat).
- Geschichte der Gegenreformation der Landgrafschaft Thurgau seit dem Abschluß des zweiten Landfriedens bis zum Ende des sechszehnten Jahrhunderts. In: Thurgauische Beiträge zur vaterländischen Geschichte. Band 14, 1874, S. 1–110 (Digitalisat).
- Ueber die Kirchenglocken und ihre Inschriften. In: Thurgauische Beiträge zur vaterländischen Geschichte. Band 12, 1872, S. 1–112 (Digitalisat).
- Uebereinkunft zwischen dem Kollator von Sitterdorf und dem dortigen Leutpriester betreffend Abtreten von Pfrundeinkommen an erstern. 1352. In: Thurgauische Beiträge zur vaterländischen Geschichte. Band 11, 1870, S. 100–104 (Digitalisat).
- Stiftungsbrief der Kaplaneipfründe Amrisweil. Anno 1455. In: Thurgauische Beiträge zur vaterländischen Geschichte. Band 9, 1868, S. 111–119 (Digitalisat).
- Offnung des Dorfes Zihlschlacht (bei Bischofszell). In: Thurgauische Beiträge zur vaterländischen Geschichte. Band 8, 1867, S. 23–36 (Digitalisat).
- Geschichte des Capitels St. Gallen von seiner Entstehung bis zur Lostrennung der oberthurgauischen und rheintalischen Geistlichkeit. Anno 1589. In: Mitteilungen zur vaterländischen Geschichte (St. Gallen). Band 4, 1865, S. 149–184.
- Beiträge zur toggenburgischen evangelischen Kirchengeschichte.  In: Mitteilungen zur vaterländischen Geschichte (St. Gallen). Band 3, 1864, S. 16–160.
- Biographisches Verzeichniß der Geistlichen aller evangelischen Gemeinden des Kantons Thurgau von der frühesten Zeit bis auf die Gegenwart. In: Thurgauische Beiträge zur vaterländischen Geschichte. Band 4/5, 1863 (Digitalisat).
- Ueberreste einer römischen Villa bei Sitterdorf. In: Thurgauische Beiträge zur vaterländischen Geschichte. Band 3, 1863, S. 18–23 (Digitalisat).